# متراليندول
متراليندول هو مثبط أكسيداز أحادي الأمين عكوس يستخدم في روسيا مضادا للاكتئاب. تركيبه الكيميائي وفعاليته الدوائية مشابهين لبيرليندول.